# فريدة هلال أكين
فريدة هلال أكين (بالتركي Feride Hilal Akın) (ولدت في إسطنبول 8 مارس 1996 -) مغنية وممثلة تركية. معروفة باغنية الحب، وشاركت في مسلسل العروس الجديدة.

## حياتها
فريدة هلال أكين، عاشت في أنقرة لسنوات عديدة، تخرج من المدرسة الثانوية في أنقرة. بدأ عمله المسرحي في سن السابعة عشر. قام بعمل دويتو مع مطربين مثل إلياس يالتشينطاش. كما لعب شخصية «شيرين» في المسلسل التلفزيوني New Bride على Show TV. ظهر لأول مرة بأغنية " Yok Yok " ووجدها في أعلى قوائم الأغاني. في الآونة الأخيرة، أصدر مغني البوب التركي Buray وشركة RedKeys Music أغنية " Rampapapam  " مع مغني الراب KÖK $ VL .

## اعمالها

### الفردي و (أح.م)
- رامبابابام (2020) (قدم Buray & ROOT $ VL)
- شغف (2019)
- منظمة الصحة العالمية (2019)
- لا لا (2019)
- طريق المدينة (2018) (قدم إلياس يالتشينطاش)
- سر الحب (2018) (مع هاكان تونشبيليك)
- الحب المستحيل (2017) (مع أونور بيتان وهليل إبراهيم كرم)
- الفصل صعب (2017) (مع أونور بيتان)
- هل يعلم؟ (2017) (مع أوركسترا إنبي)

## مسلسل

### سلسلة
| عام  | اسم الفيلم | وظيفة | مصدر  |
| ---- | ---------- | ----- | ----- |
| 2017 | عروس جديدة | شيرين | [ 1 ] |